# Музеи Томска
Томск — крупный музейный центр Российской Федерации.

## История

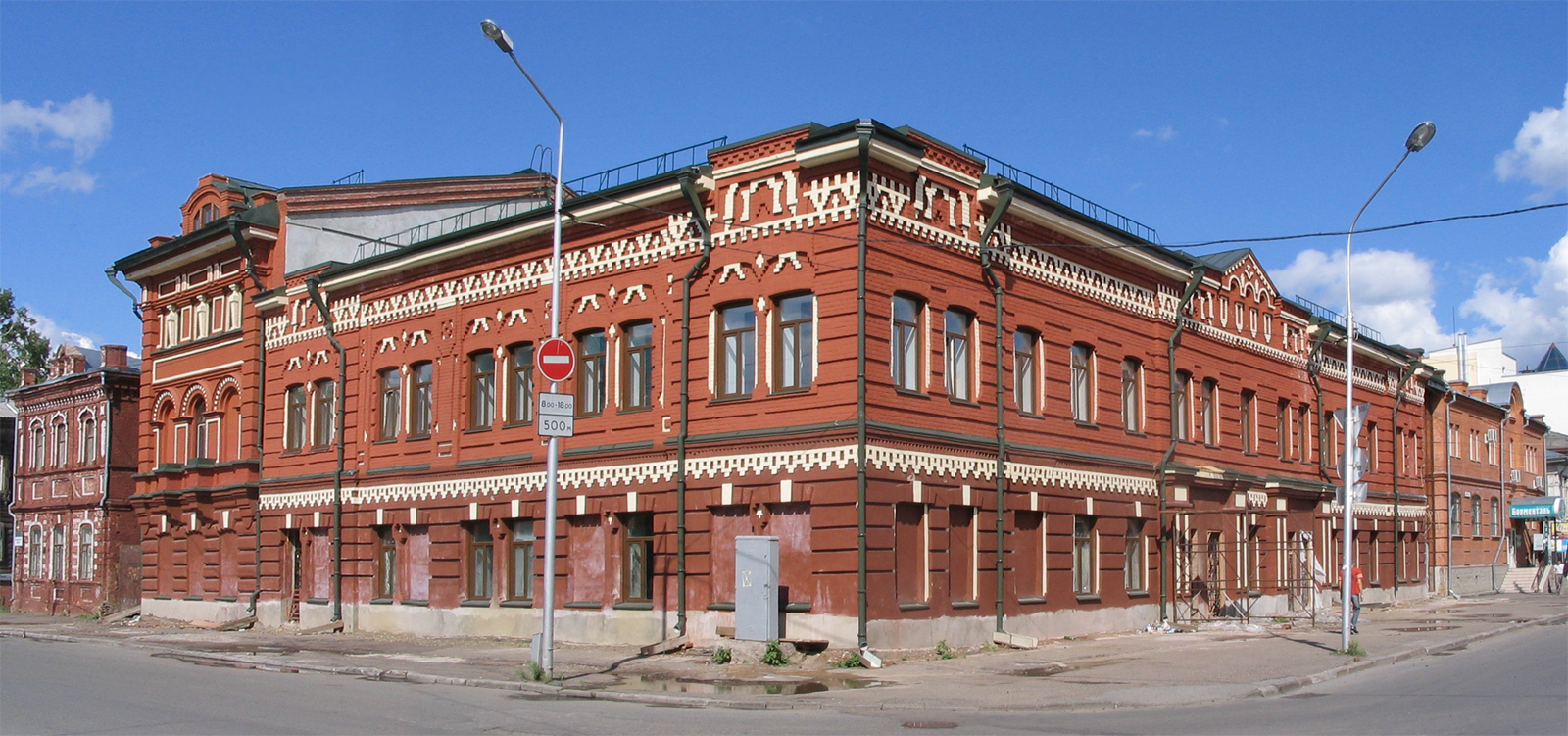
Здания Музея прикладных знаний (слева) и бесплатной библиотеки

Первым музеем Томска считается открытый 2 августа 1892 года Музей прикладных знаний. Целью его организации было вести научно-просветительскую работу, комплектовать, хранить, изучать, популяризировать памятники естественной истории и материальной культуры. Решение об открытии музея было принято общим собранием членов Общества попечения о начальном образовании, устав утвержден в Министерстве народного просвещения. Средства на организацию музея выделили И. М. Сибиряков, П. В. Михайлов, И. М. Иваницкий, коллекцию предметов, относящихся к крупчаточному производству передал Г. И. Фуксман. В музее сотрудничали известные учёные и специалисты Е. С. Образцов, В. В. Сапожников, П. Н. Крылов, Н. Ф. Кащенко, А. А. Скороходов, С. П. Швецов, Г. Н. Потанин. Коллекции музея в 1913 году включали 5694 единиц хранения, имелась библиотека. В год музей посещало до 3 000 человек. В 1920 году музейное собрание было передано в Новониколаевск.
Решение о создании научно-художественного музея в Томске было принято в 1911 году, работы по созданию музея прервала начавшаяся два года спустя Первая мировая война.
Первым государственным музеем Томска стал открытый 18 марта 1922 года в бывшем особняке крупнейшего томского золотопромышленника И. Д. Асташева Томский губернский музей (ныне — Томский областной краеведческий музей).

## Современность 2000 г.

### Государственные музеи

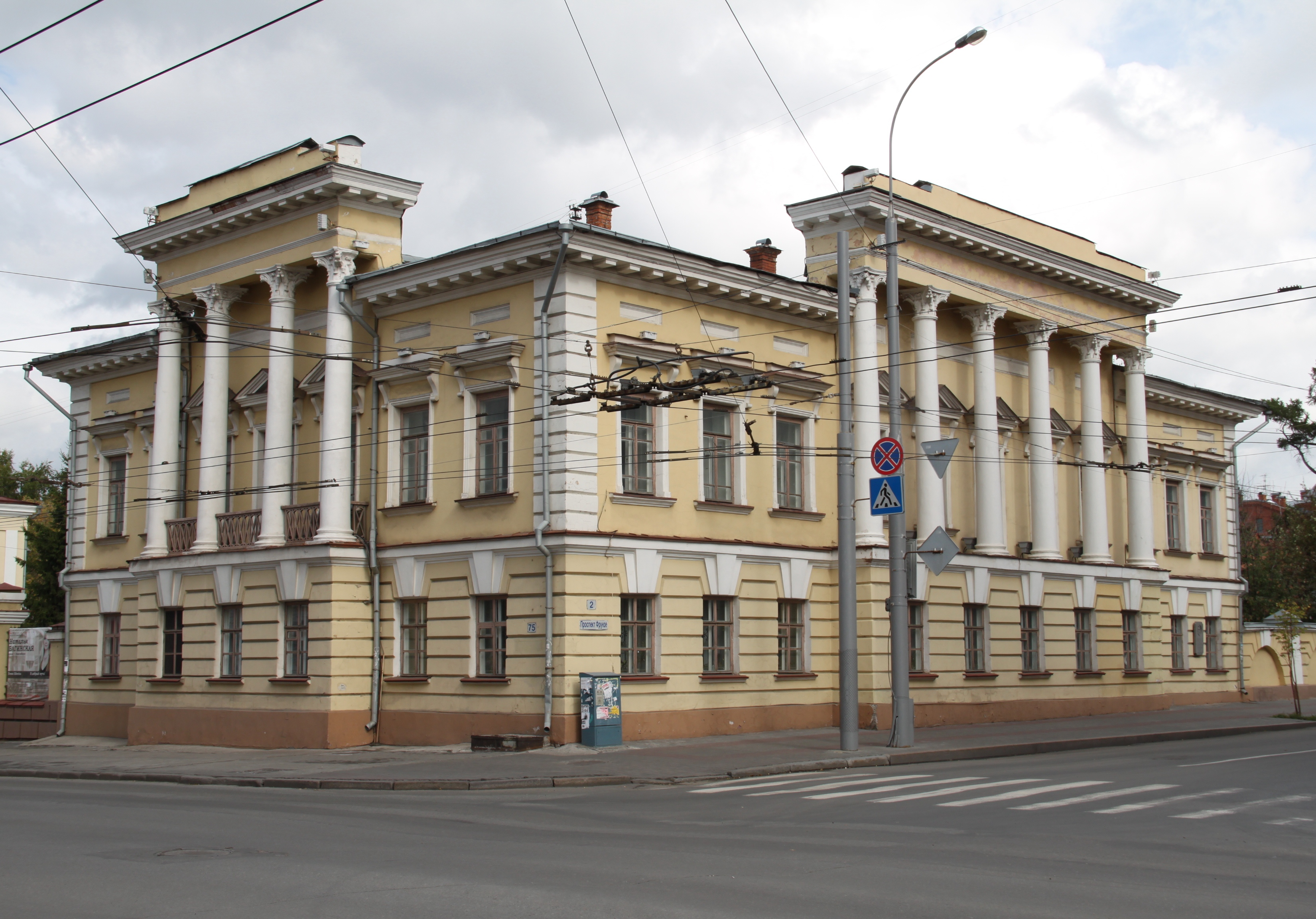
ТОКМ

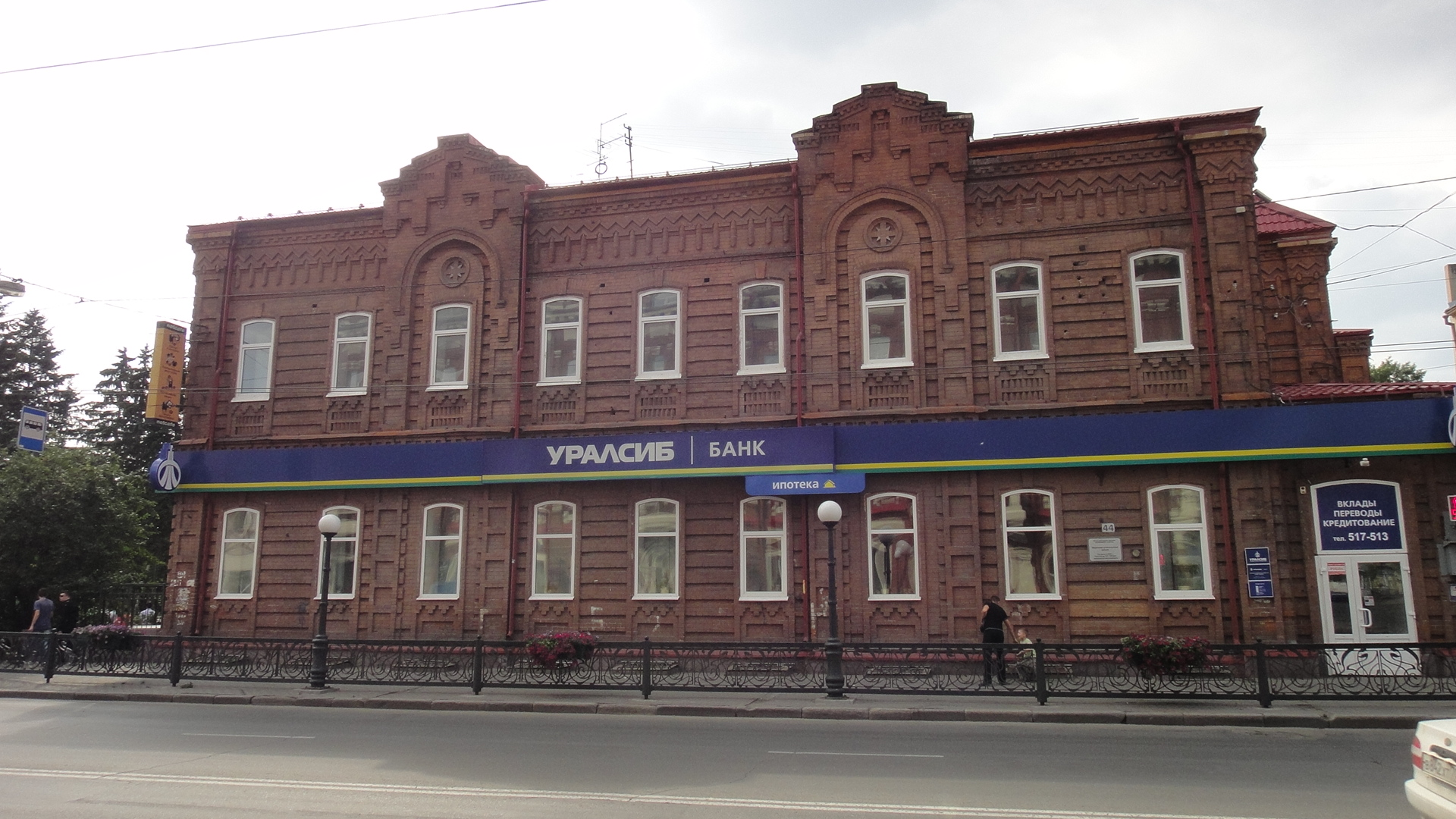
Мемориальный музей «Следственная тюрьма НКВД»

#### Томский областной краеведческий музей
Филиалы музея, расположенные в Томске:
- Музей начала наук «Точка гравитации»;
- Томский планетарий;
- Мемориальный музей «Следственная тюрьма НКВД»[3]

#### Томский областной художественный музей
- филиал — Музей деревянного зодчества

Расположен в бывшем собственном доме архитектора А. Д. Крячкова (проспект Кирова, д. 7).

#### Литературный музей Дома искусств

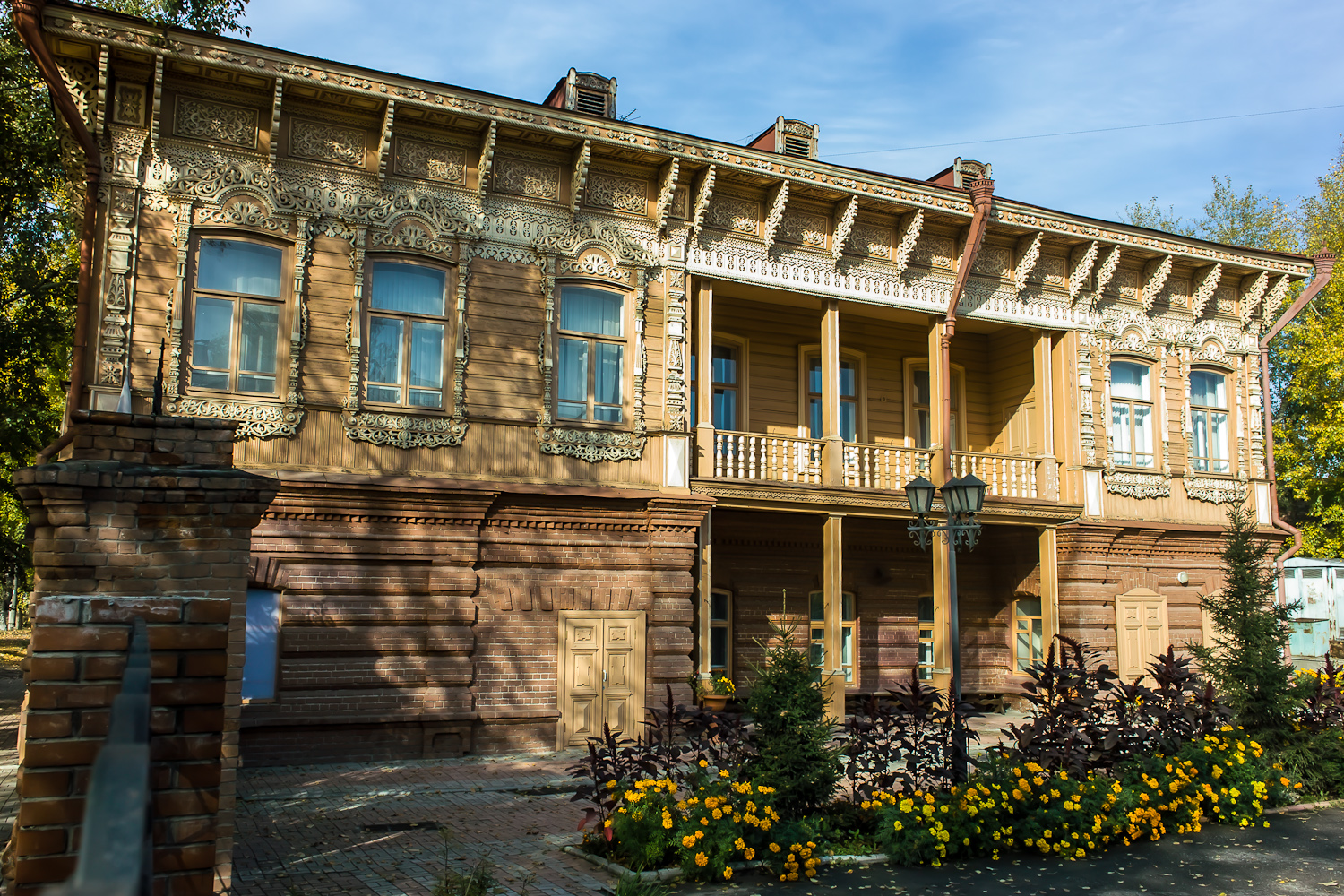
«Дом Шишкова»

Расположен в бывшем частном доме — памятнике деревянной архитектуры («Дом Шишкова», улица Шишкова, д. 10). В экспозиции музея отражена литературная жизнь Томска, представлены материалы о писателях-сибиряках, материалы по «самиздату» 1970—1980 годов. В музее хранятся архивы и личные вещи Г. Н. Потанина, Н. Ядринцева, Н. Наумова, Г. Гребенщикова, В. Шишкова, В. Обручева, Г. Волянской, Г. Маркова, В. Липатова, В. Кожевникова, М. Халфиной, Н. Клюева, Г. Шпета и др.

#### Музей славянской мифологии

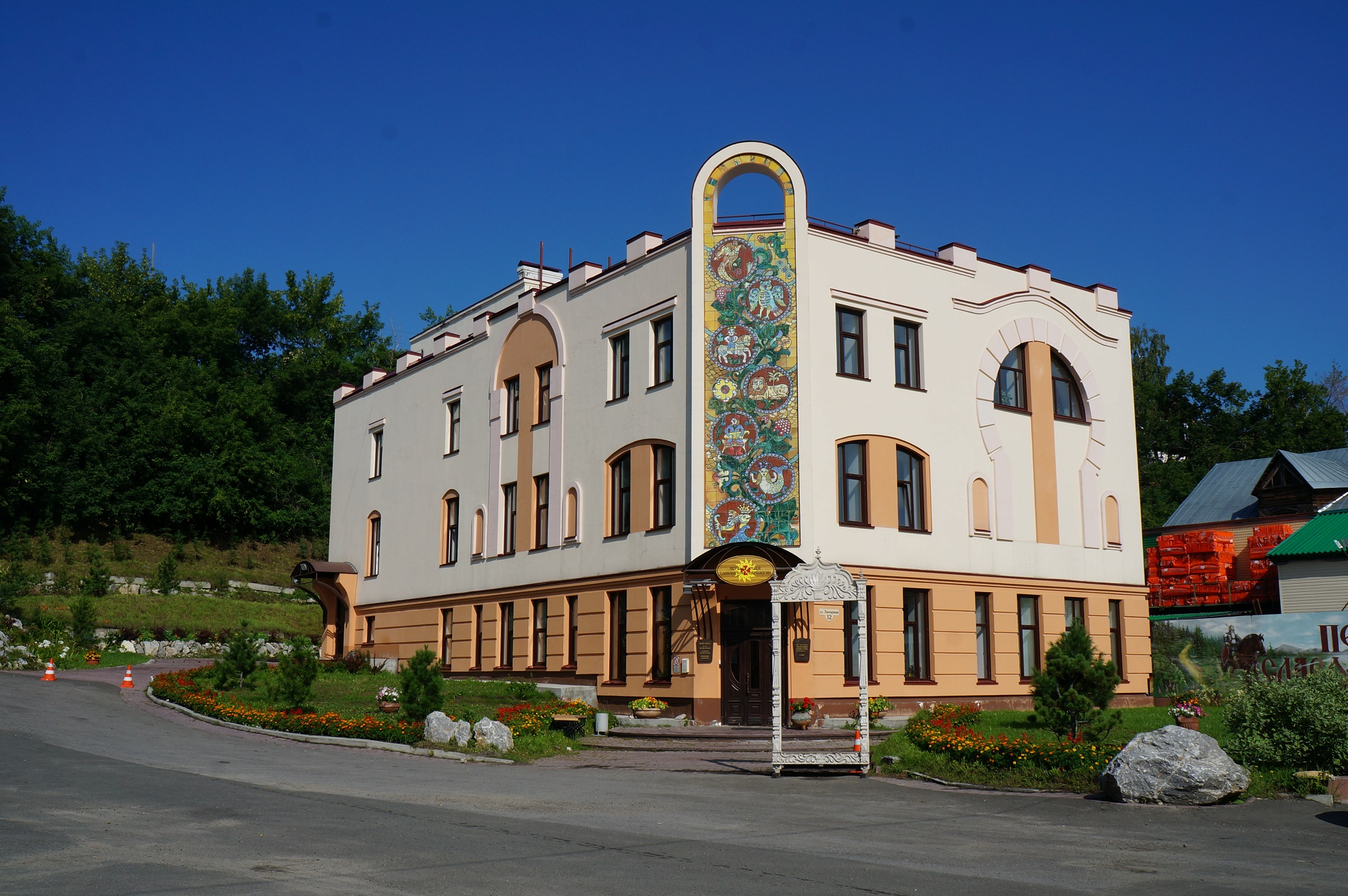
Музей славянской мифологии
(новое здание)

Частный социокультурный проект, созданный предпринимателем-историком Геннадием Михайловичем Павловым (1958-2015). Музей существует в Томске с 2007 года, располагается в собственном трёхэтажном здании в исторической части города – под Воскресенской горой (на пересечении улиц Шишкова, Обруб и Загорной), занимает площадь почти в 1000 м2 – один из крупнейших частных музеев Сибири. Сегодня музей является центром славянской культуры в Томске, оставаясь при этом светским, не религиозным заведением. Его цель – культурное просвещение, знакомство с древнейшими корнями нашей[уточнить] истории и культуры. Музей занесён в единый реестр учреждений при Министерстве культуры РФ.  
Его центром является картинная галерея – частная коллекция работ признанных русских художников станковой живописи, графики, произведений отечественного декоративно-прикладного искусства по мотивам славянской истории, эпических сказаний и обычаев. Особое место в экспозиции занимает собрание лаковой миниатюрной росписи. Все экспонаты принадлежали основателю музея Г. М. Павлову. Художники, чьи работы представлены в музее: Анна Виноградова (р. 1975, Санкт-Петербург), Вячеслав Назарук (р. 1941, Москва), Всеволод Иванов (р. 1950, Тверь), Андрей Клименко (р. 1956, Москва), Виктор Корольков (1958–2004, Пенза), Сергей Панасенко (р. 1970, Москва) и другие.
Музей осуществляет образовательную деятельность в рамках внедрённой ФГОС[уточнить]: работает с муниципальными школами, детскими садами и частными посетителями, проводя для них экскурсии, мастер-классы,  тематические мероприятия, праздники, открытые лекции и другие мероприятия на русском и английском языке.
Логичным продолжением музея является сувенирная лавка, в которой собраны изделия народных промыслов России из мест их зарождения: хохлома, гжель, лаковая миниатюра Палеха, Федоскино, мезенская и городецкая роспись, традиционные украшения, одежда и многое другое. По мысли создателей музея, его задача — воскресить в памяти исконные образы и, как писал художник-философ Н. Рерих, «из древних чудесных камней сложить ступени грядущего!».

#### Томский музей леса
Расположен в сосновом бору в посёлке Тимирязевском.
Решение о создании музея было принято в 1977 году. У основания музея стояли: А. И. Цехановский, Ф. Г. Анисимов, В. П. Сыркин, А. Д. Изергин, А. И. Сальников. Открытие состоялось в сентябре 1982 года. В 1985 году музею было присвоено звание «Народный Музей». В музей поступали экспонаты из личных архивов основателей музея, дары лесхозов и леспромхозов Томской области, а также приобретенные на средства некоммерческого благотворительного фонда «Музей леса», учреждённого в 2005 году. Семь залов музея посвящены организации лесного и охотничьего хозяйства, охране леса, лесной промышленности, выдающимся работникам лесной отрасли, в них размещены картины на тему леса, чучела некоторых животных и птиц, макеты деревообрабатывающего оборудования и т. д.
Музей проводит временные выставки: «Охотничьи трофеи», «Художественная резьба по дереву», «Пастель по абразиву», «Художественная корнепластика», «Пейзажи Сибири», состоялись выставки художников Горбунова М. А. и Фролова Н. В.

### Ведомственные музеи
- Музей Томской духовной семинарии

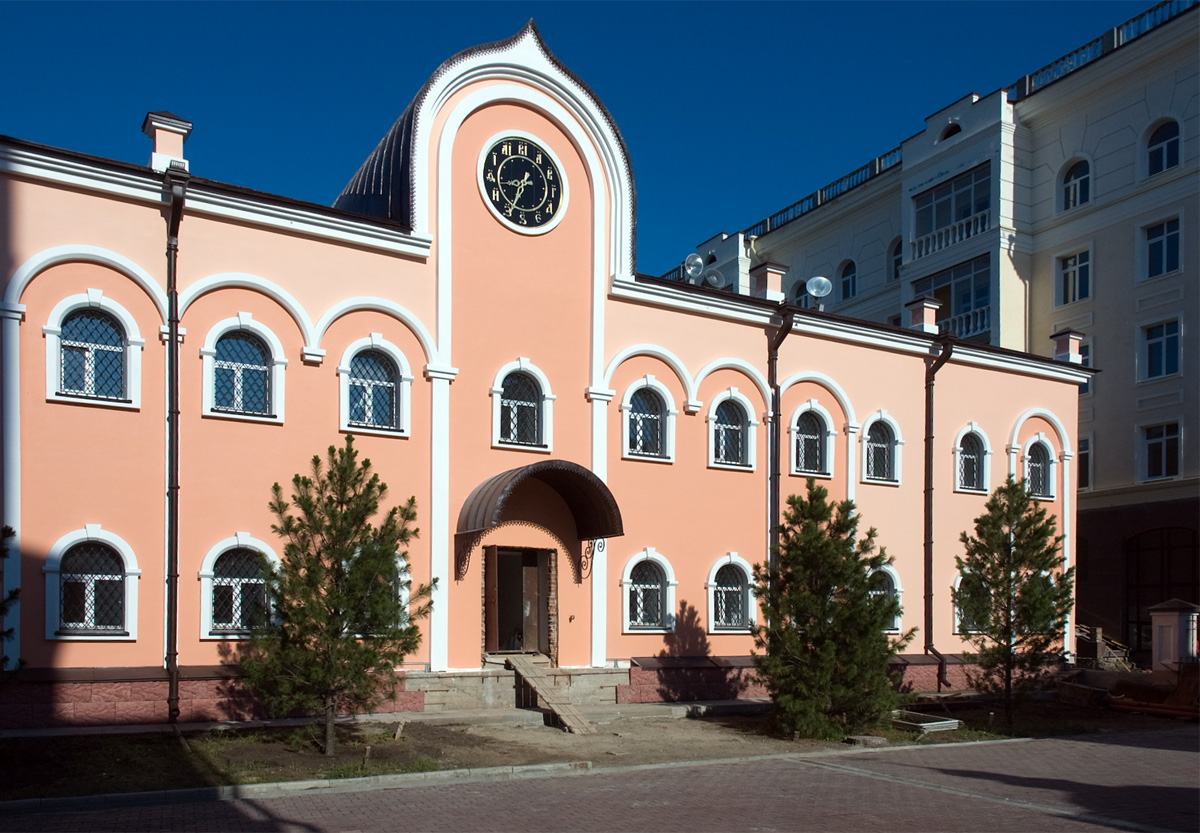
Музей томской духовной семинарии

Церковно-исторический музей, открытый в 2008 году, включает собрание икон XVI—начала XX веков, старопечатных церковнославянских книг XVI—XVIII веков, предметов богослужебной утвари и шитья, первопечатная Острожская Библия Ивана Фёдорова, а также молитвенник заточённой Петром I в монастырь царевны Софьи Алексеевны с её пометками на полях, старинные облачения священнослужителей и другие церковные раритеты, есть ценные экспонаты, переданные в музей Патриархом Алексием II.
Расположен по адресу площадь Ленина, д. 5

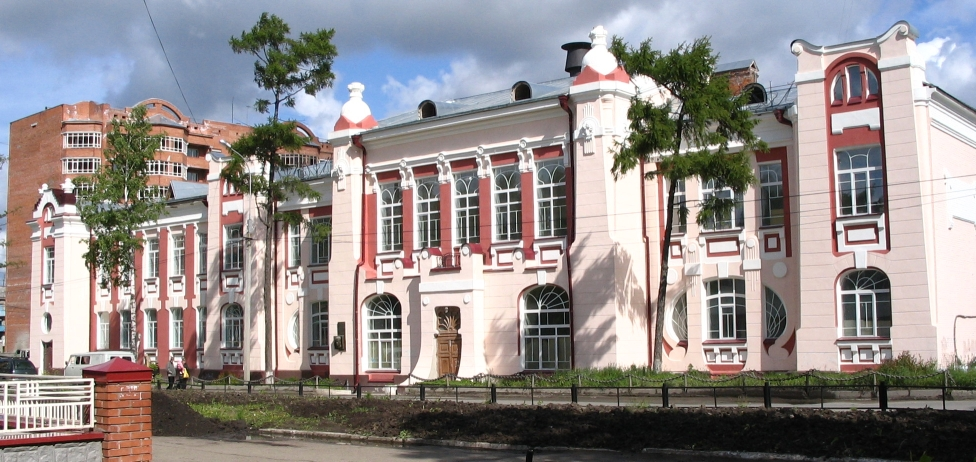
Главное здание ТГПУ, в здании работает детский музей «Волшебная страна» имени А. М. Волкова

- Детский музей «Волшебная страна» имени А. М. Волкова[8]

Расположен в главном корпусе Томского педагогического университета (Киевская улица, д. 60). В экспозиции представлены раритетные издания сказок писателя А. М. Волкова, его личные вещи, рукописи, фотографии, кабинетная мебель и т. п. С 2007 года проводится городской семейный конкурс знатоков сказок А. М. Волкова.
- Музей истории ОАО «Томское пиво»
 Пивной завод Карла Крюгера в Томске был построен в 1877 году.
- Музей истории ОАО «Томская судоходная компания»
- Музей истории ОАО «Томсктелеком»
- Музейные подразделения созданы при крупных томских вузах — Томском университете[9], Политехническом университете, Сибирском медицинском университете, ТУСУРе[10], Архитектурно-строительном университете, Педагогическом университете.